# Zdzisław Winiarczyk
Zdzisław Winiarczyk (ur. 15 czerwca 1933 w Warszawie, zm. 4 września 2001 tamże) – polski aktor teatralny i filmowy.

## Życiorys
W 1956 roku ukończył studia na Wydziale Aktorskim Państwowej Wyższej Szkoły Teatralnej im. Aleksandra Zelwerowicza w Warszawie. Był członkiem zespołów: Teatru Młodej Warszawy (1955-1956), Teatry im. Wojciecha Bogusławskiego w Kaliszu (1956-1960), Teatru im. Juliusza Osterwy w Lublinie (1960-1966), Teatru im. Stefana Żeromskiego w Kielcach i Radomiu (1969-1971), a następnie - aż do końca kariery - grał w Warszawie w Teatrze Ziemi Mazowieckiej (Popularnym, Szwedzka 2/4) (1971-1991). Wystąpił także w czterech spektaklach Teatru Telewizji (1969-1991).
W 1976 roku został odznaczony odznaką „Zasłużony Działacz Kultury”. Został pochowany na nowym cmentarzu na Służewie w Warszawie.

## Filmografia
- Polskie drogi (1977) - trumniarz Walendziak (odc. 11)
- Dom (1980) - robotnik w fabryce Jędrysa (odc. 1)
- Rajska jabłoń (1985) - mężczyzna przy zawalonej kamienicy Kwiryny
- Zmiennicy (1986) - klient Mastalerza (odc. 1)
- Tulipan (1986) - barman na imprezie (odc. 2)
- O rany, nic się nie stało!!! (1987) - portier
- Dorastanie (1987) - robotnik w fabryce Braniaka (odc. 4, 5)
- Modrzejewska (1989) - zakonnik w pałacu Dezyderego Chłapowskiego (odc. 6)

Źródło: